# قائمة أنواع الجبن

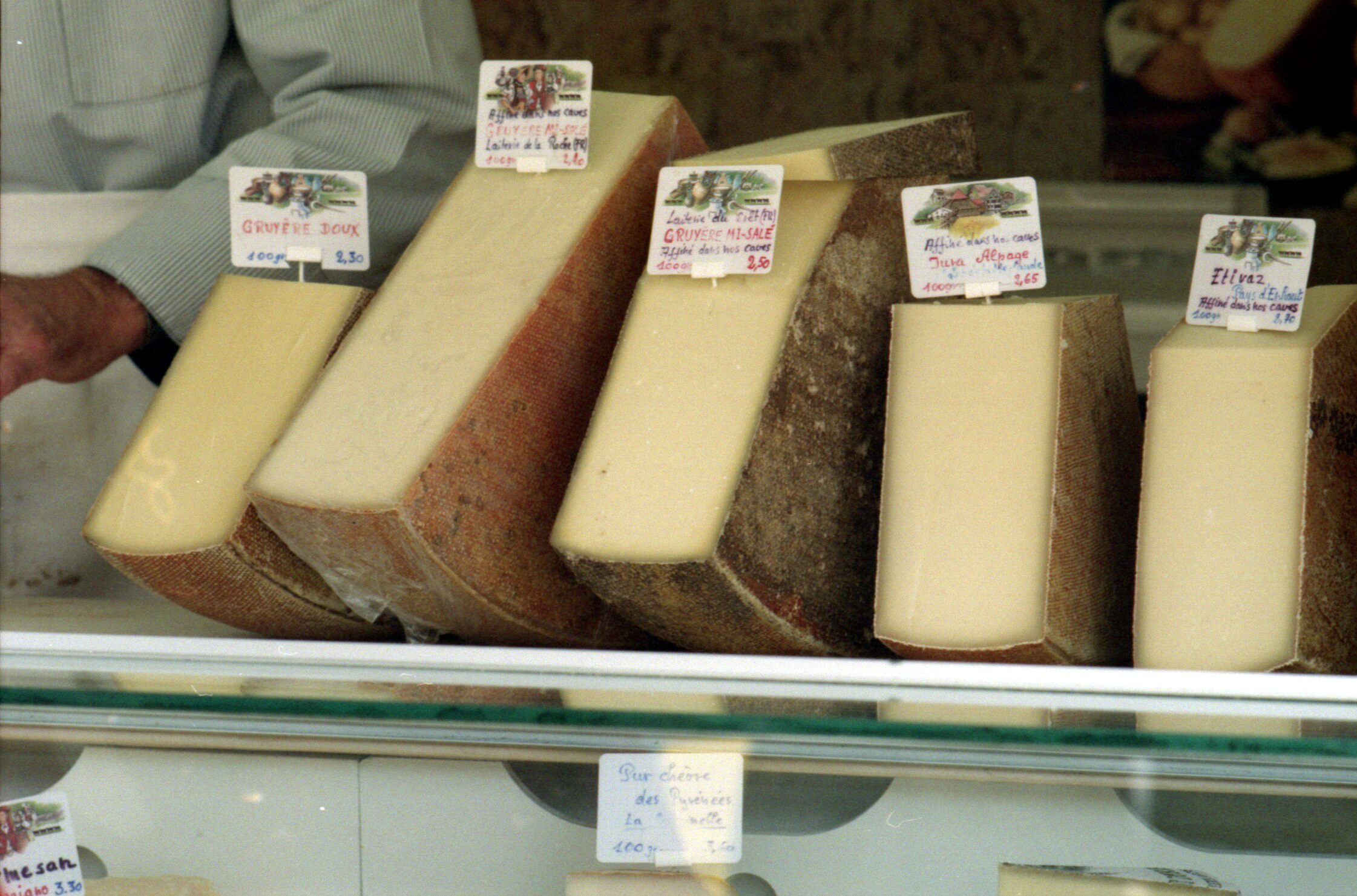
منصة بيع أجبان في أحد المتاجر

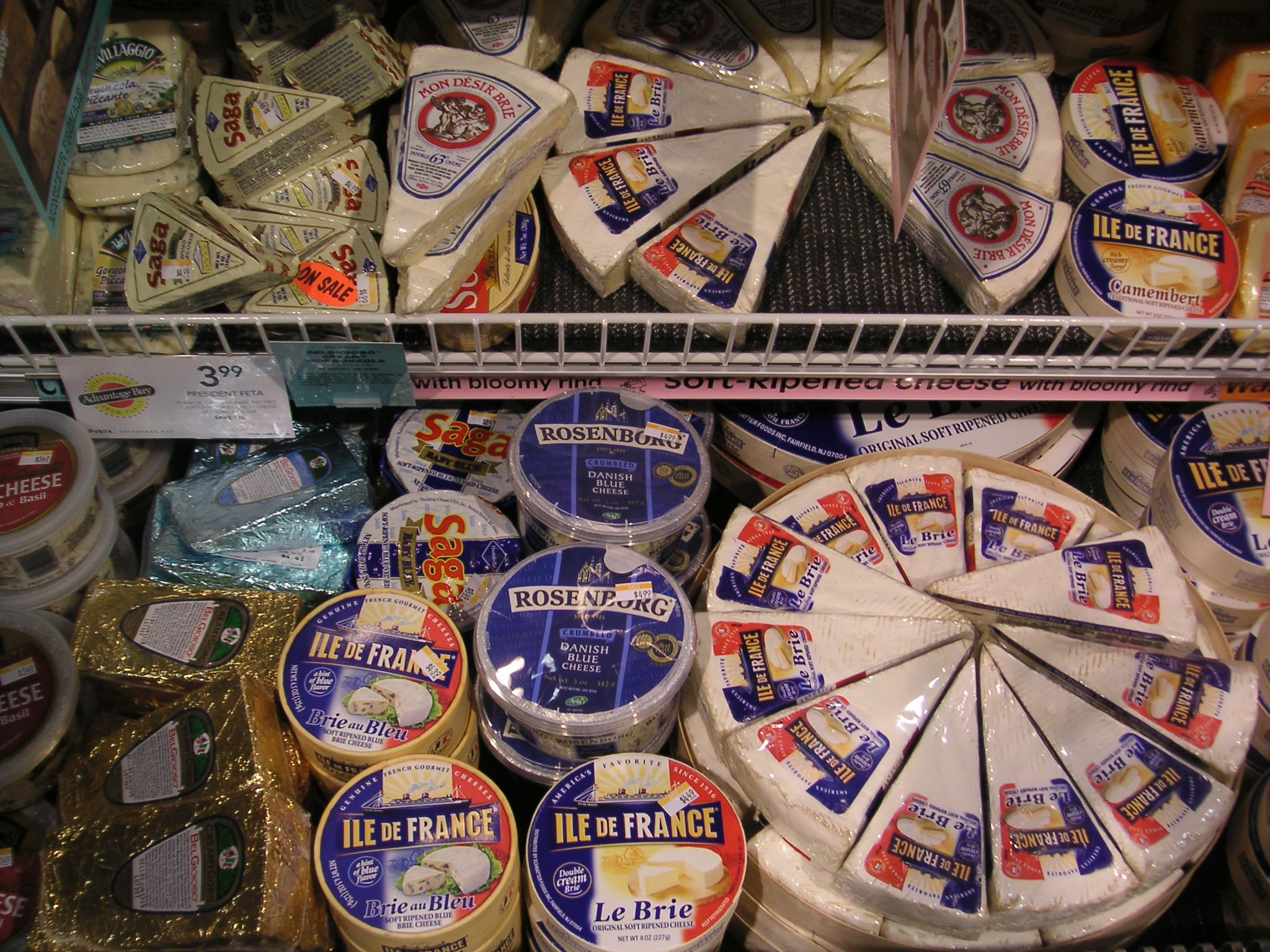
جبن في مبردة أحد المتاجر

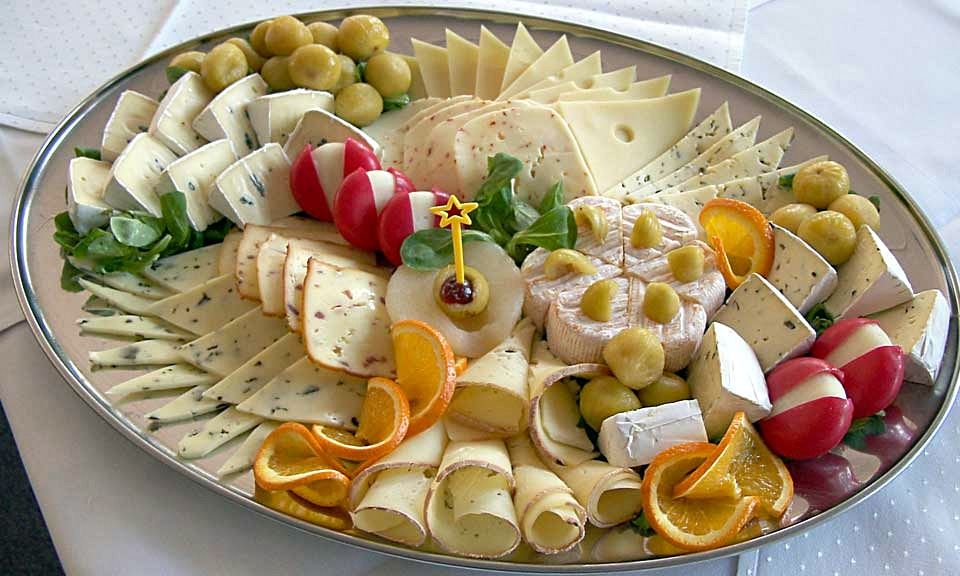
تشكيلة من الأجبان

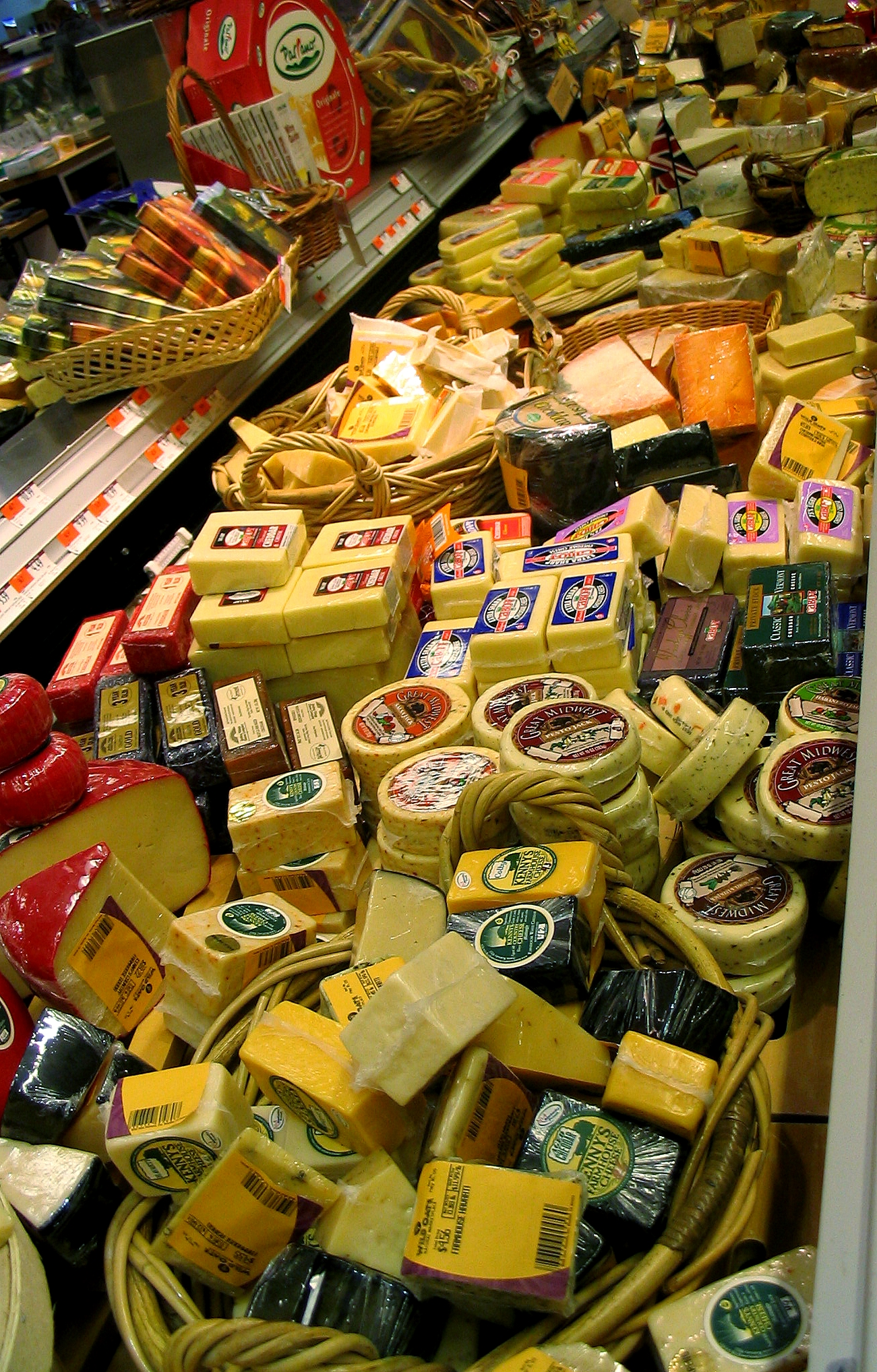
أنواع عديدة من الأجبان في متجر

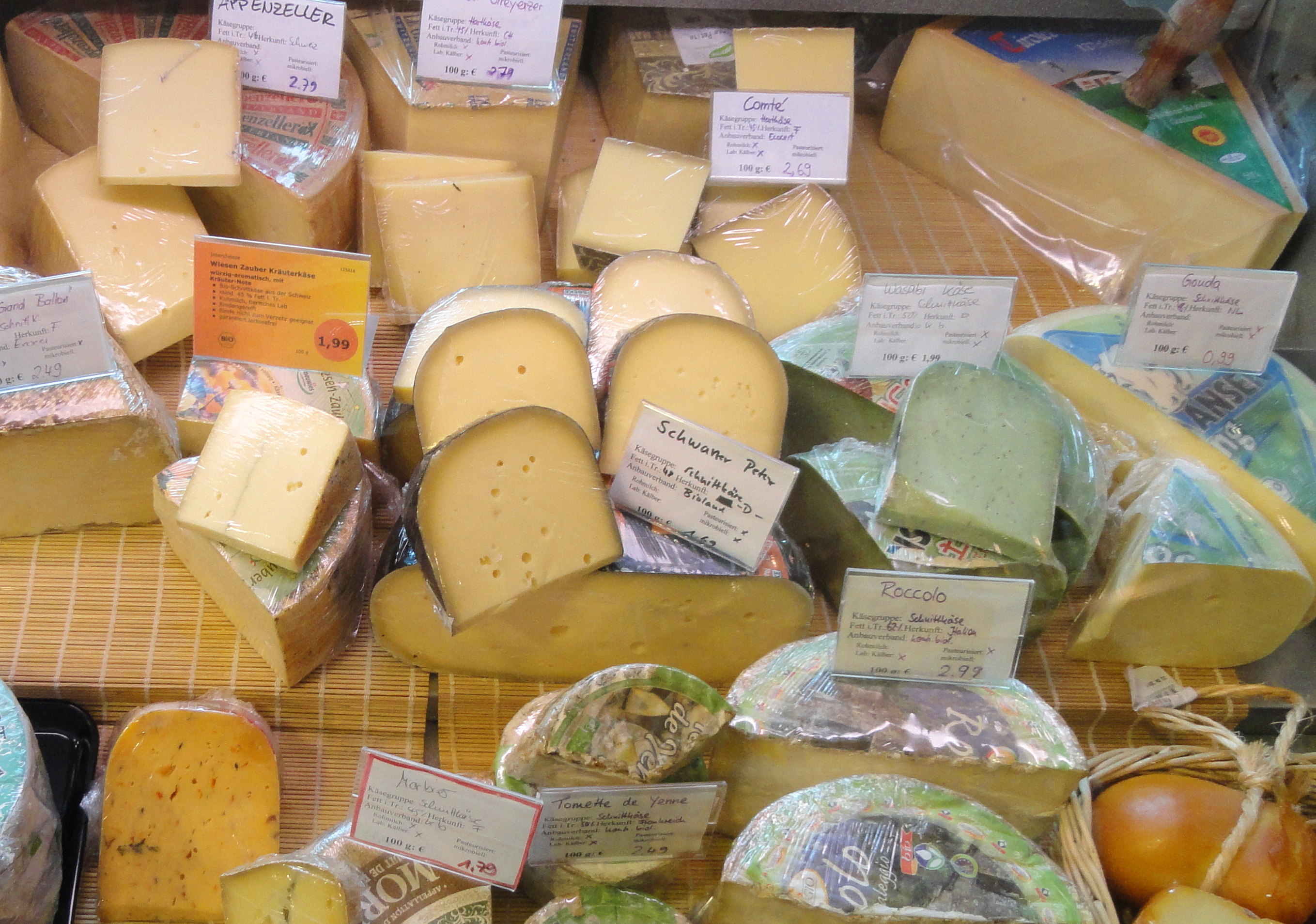
منصة بيع أجبان في فريبيرغ

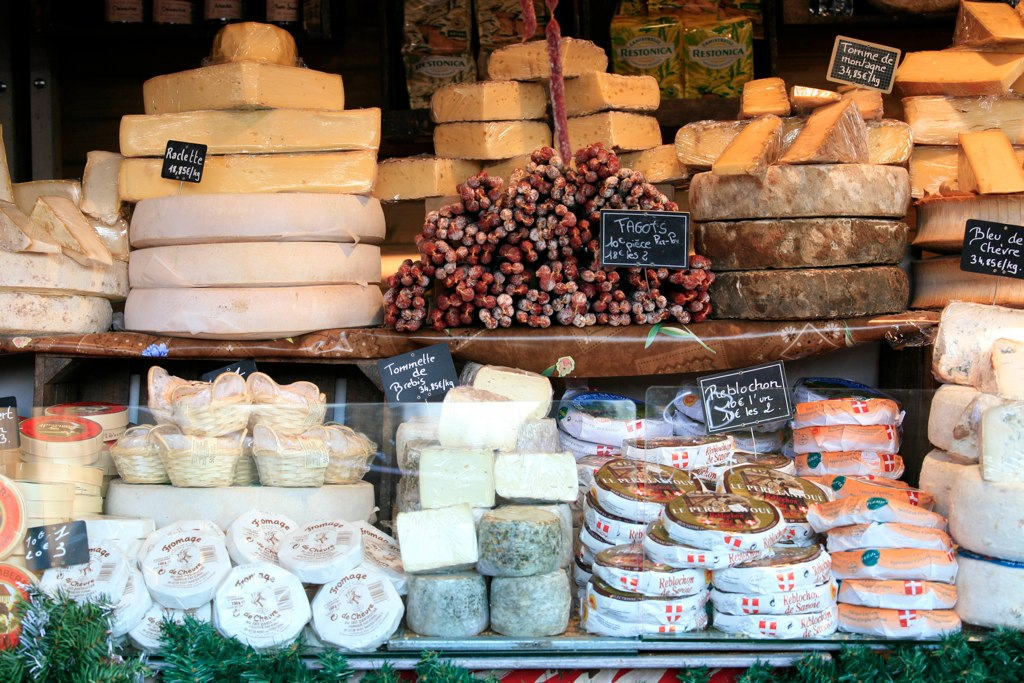
محل أجبان في باريس

هذه المقالة تحوي قائمة أنواع الأجبان حسب بلد المنشأ. الجبنة هي طعام مشتق من الحليب وتنتج بأنواع كثيرة متنوعة النكهات والقوام والأشكال. ثمة مئات الأنواع من الجنبة التي تصنع في مختلف دول العالم، ويختلف الطعم أو النكهة حسب مصدر الحليب، ما إذا كان مبستراً أو يتضمن دسماً إضافة إلى البكتيريا والمنفحة المستخدمة وعملية التصنيع ومدى القِدَم (العمر).
تستخدم الأعشاب والبهارات وطريقة التدخين كعوامل منكِّهة. يمكن تتبع أنواع الأجبان المختلفة حسب المقاييس المحلية أو الثقافات في الدولة الواحدة، فبعض الأجبان لها أكثر من منشأ ولا يمكن اعتبار أن مصدرها مكان محدد بعينه، لكنها قد ترتبط بمنطقة كاملة كجبنة كويسو بلانكو في أمريكا اللاتينية.
الجبن من الأغذية القديمة إذ تعود جذورها إلى عصور ما قبل التاريخ. لا يوجد دليل معين يدل على منشأ صناعة الجبن ما إذا كان في آسيا الوسطى أو أوروبا أو الشرق الأوسط، لكن هذه الصناعة انتشرت في أوروبا قبل عهد روما القديمة، فوفقاً لبلينيوس الأكبر فد أصبحت صناعة معتقد في الوقت الذي نشأت فيه روما القديمة.

## أفريقيا

### بنين
| الاسم  | صورة | المنطقة | الوصف                         |
| ------ | ---- | ------- | ----------------------------- |
| واغاسي |      |         | جبنة طرية تصنع من حليب البقر. |

### مصر
| الاسم         | صورة | المنطقة | الوصف                                                                                                   |
| ------------- | ---- | ------- | --- |
| لبنة (غذاء)   |      |         | منشأها مصر، وهي شبيهة بالشنكليش، جبنة مخمرة                                                             |
| دمياطي (جبنة) |      |         | جبنة مالحة طرية بيضاء، تصنع تحديداً في مصر، لكنها معروفة أيضاً في السودان ودول الشرق الأوسط الأخرى .      |
| قريش          |      |         | تصنع من اللبن الرائب.                                                                                   |
| مش            |      |         | جبنة مصرية تقليدية، حيث يتم تخمير الجبن المالح لعدة أشهر أو سنوات.                                      |
| جبنة رومي     |      |         | تعرف أيضاً بجبنة الراس، وهي إحدى أشهر الأجبان في مصر. لها رائحة مميزة ونكهات متباينة حسب الملوحة والقِدَم. |

### إثيوبيا
| الاسم | صورة | المنطقة | الوصف |
| ----- | ---- | ------- | --- |
| آيبي  |      |         | جبنة قريش هي جبنة معتدلة وسهلة التفتت ذات نكهة خفيفة، تقدّم غالباً كطبق جانبي لمعادلة نكهات الطعام الحار جداً. أما إذا ما قدّمت وحدها، فتخلط بالتوابل. |

### موريتانيا
| الاسم          | صورة | المنطقة | الوصف |
| -------------- | ---- | ------- | --- |
| كارافان (جبنة) |      |         | اسم تجاري لجبنة تصنع من حليب النوق، تنتج في موريتانيا بواسطة تيفيسكي، وهي شركة أسستها نانسي عبد الرحمن عام 1987. يجمع الحليب المستخدم لصنع هذه الجبنة من قطعان الجمال الخاصة بالبدو الرحل المنتشرين في البلاد، عملية الإنتاج صعبة لكنها تنتج جبنة ذات محتوى لاكتوز منخفض. |

## آسيا

### فلسطين
| الاسم        | صورة | المنطقة فلسطين | الوصف |
| ------------ | ---- | -------------- | --- |
| جبنة نابلسية |      |                | جبنة بيضاء، يتم تصنيعها في شهري آذار ونيسان تحديداً، حيث يُغلى حليب الغنم مع المستكة والمحلب مع مصل الجبنة، ثم تُرص على قطع من الشاش وتشكّل كأقراص مربعة. يمكن اعتبار الجبنة النابلسية المصنوعة من حليب الغنم الأبيض المخلوط مع حليب الماعز الأصفر، الأفضل للتخزين. غالباً ما تكون شديدة الملوحة، خاصة المعدّة للتخزين، حيث تنقع بالماء أو تُغلى قبل استهلاكها للتخلص من الملوحة. يمكن استخدامها في إعداد المعجنات، وهي قابلة للقلي أو الشواء. |

### أرمينيا
| الاسم   | صورة | المنطقة | الوصف |
| ------- | ---- | ------- | --- |
| تشيتشيل |      |         | جبنة بيضاء، منشأها أرمينيا، أقرب ما تكون لجبنة موتزاريلا وتنتج على شكل سلاسل كثيفة تطوى على هيئة حبال مجدولة سميكة. |

### أذربيجان
| الاسم      | صورة | المنطقة | الوصف                                                      |
| ---------- | ---- | ------- | ---------------------------------------------------------- |
| جبنة موتال |      |         | هذه الجبنة مدرجة على مشروع قائمة الأطعمة الذواقة في العالم |

### بنغلاديش
| الاسم | صورة | المنطقة | الوصف |
| ----- | ---- | ------- | --- |
| تشينا |      |         | جبنة رائبة، تصنع من حليب جاموس الماء. وهي نموذج من أنواع جبنة المزارع أو بانير الطرية المتفتتة، وتستخدم لصناعة الحلويات كرازغولا. |

### الصين
صناعة الأجبان ومشتقات الألبان ليست أساسية في الثقافة الصينية السائدة. لكن المناطق النائية في البلاد كالتبت ويونان لها تقاليد راسخة تتعلق بصناعة الأجبان
| الاسم              | صورة | المنطقة | الوصف |
| ------------------ | ---- | ------- | --- |
| تشورا كامبو (جبنة) |      |         | (جبنة مجففة تبتية) وهي جبنة تبتية وإحدى مكونات المطبخ التبتي الهامة. تصنع من الروائب الناتجة بعد غلي الحليب الرائب.                                 |
| تشورا لوينبا       |      |         | جبنة تبتية تعتبر مهمة في المطبخ التبتي. وهو جبن طري يشبه جبنة القريش ويصنع من الروائب المتبقية من غلي الحليب الرائب.                                |
| نغوري (جبنة)       |      |         | جبنة من حليب جاموس الماء أصلها من محافظة فوجيان الصينية. تصنع على شكل كرات حجمها يقارب حجم الكرة المستخدمة في كرة الطاولة وقوامها لين وجلدي الملمس. |
| روبينغ (جبنة)      |      |         | جبنة تصنع من حليب الماعز، تصنع في مقاطعة يونان، حيث يصنعها شعب باي وشعب ساني (وهي شعوب من قومية يي إحدى الأقليات في الصين.                          |
| روشان (جبنة)       |      |         | توضح الصورة شواء جبنة روشان. |

### جورجيا
| الاسم           | صورة | المنطقة | الوصف |
| --------------- | ---- | ------- | --- |
| سولوغوني (جبنة) |      |         | جبنة جورجية مخللة من منطقة مينغريليا. طعمها حامض ذو ملوحة معتدلة، وهي مرنة. يتراوح اللون بين الأبيض والأصفر الشاحب. غالباً ما تقلى جبنة سولغوني قلياً عميقاً. |

### الهند
| الاسم          | صورة | المنطقة | الوصف |
| -------------- | ---- | ------- | --- |
| جبن بندل       |      |         | جبنة آسيوية يعود أصلها إلى مستعمرة بندل التي أقامتها الإمبراطورية البرتغالية شرقي الهند. يتركز الإنتاج اليوم في مدن تاراكيسوار وبيشنوبور بالقرب من كلكتا وفي بنغال الغربية في الهند                                                            |
| بنير           |      |         | جبنة طازجة شائعة في مطبخ جنوب آسيا (مناطق جنوب آسيا). في الأجزاء الشرقية من شبه القارة الهندية تعرف هذه الجبنة باسم تشينا. وهي جبنة غير معمرة، ذات محتوى حامضي غير قابلة للذوبان وتصنع بتسخين الحليب مع عصير الليمون والخل أو أي حمض طعام آخر. |
| تشينا (جبنة)   |      |         | جبنة طازجة غير معمرة، تصنع من حليب جاموس الماء. وهي من أجبان بنير المتفتتة الطرية وتستخدم لصنع الحلويات. يأتي معظم الإنتاج من هذه الجبنة من الولايات الهندية الشرقية في أوديسا وبنغال الغربية. كما تستخدم في مختلف الطقوس الدينية الهندوسية    |
| جبنة خوا       |      |         | تستخدم على نطاق واسع في المطبخ الهندي والمطبخ الباكستاني. وتصنع إما من الحليب المجفف أو الحليب المكثف وذلك بتسخينه في قدر مفتوحة، وهي قريبة الشبه بجبنة ريكوتا لكنها أقل رطوبة                                                                 |
| جبنة كالاري    |      |         | تعرف أيضاً باسم كيلادي أو ميش كريج (لغة كشميرية: ميش کريج) |
| جبنة كاليمبونغ |      |         | منشأ هذه الجبنة هو منطقة كاليمبونغ، وهي محطة في ولاية بنغال الغربية الهندية. عندما تكون غير ناضجة، تكون شبيه بجبنة كايرفيلي من ويلز، حيث تكون حامضية قليلاً ومتفتتة، ذات قشرة ناعمة نسبياً ورائحتها غير قوية.                                    |
| سورتي بانير    |      |         | اشتق اسم هذه الجبنة من مدينة سورت في الهند الغربية، حيث صنعت وأنتجت للمرة الأولى. وهي جبنة طرية محضرة من حليب جاموس الماء مع منفحة تملّح وتحفظ في حمض مصل اللبن لمدة 2-3 أيام.                                                                  |

### إيران
| الاسم       | صورة | المنطقة     | الوصف |
| ----------- | ---- | ----------- | --- |
| جبنة ليقوان |      | وادي ليقوان | جبن ملحي تقليدي في إيران. ذو نكهة حامضة وقوام مغطى بالفتحات، ينتج من حليب الماعز. أخذ اسمه من منطقة وادي ليقوان في تبريز. |

### اليابان
| الاسم       | صورة | المنطقة | الوصف |
| ----------- | ---- | ------- | --- |
| سو          |      |         | نوع من منتجات الألبان المصنوعة في اليابان بين القرنين السابع والعاشر الميلاديين. وكانت تصنع من طبقات من قشدة الحليب.                |
| جبنة ساكورا |      |         | جبنة طرية تصنع في هوكايدو في اليابان. وهي جبنة كريمية بيضاء وتنكّه بأوراق الكرز الجبلي. "ساكورا" تعني "زهور الكرز" باللغة اليابانية. |

### منغوليا
| الاسم          | صورة | المنطقة | الوصف |
| -------------- | ---- | ------- | --- |
| بياسلاغ (جبنة) |      |         | يعدّ من حليب البقر أو القطاس، ويحتوي على خثارة اللبن الرائب وطعمه حامض بعض الشيء يوجد نوعان من الجبنة المنغولية (бяслаг). وهي متشابهة من حيث الطعم، وهي خليط من جبنة موتزاريلا وجبنة فيتا غير المملحة. |
| بولسون (جبنة)  |      |         | نوع شبيه لكنه غير قشدي |
| توخي (جبنة)    |      |         | نوع دسم من الجبنة المنغولية؛ يصنع بغلي الحليب والحفاظ على طبقة القشدة أعلاه |

### نيبال
| الاسم            | صورة | المنطقة | الوصف |
| ---------------- | ---- | ------- | --- |
| زهرة راجا (جبنة) |      |         | جبنة تصنع من حليب القطاس الأليف في نيبال، ويصنعها البدو التبتيون بالتتعاون مع مؤسسة "تريس". يُسخّن الحليب وينضّج في أحواض كبيرة من النحاس، ثم يُصفّى ويوضع في قوالب على شكل عِجال وزنها 10-12 رطل. يجفف الجبن في الملح الأحمر التبتي ويُعتّق، ثم يُلف في أقمشة ويحفظ في سلال الخيزران. |
| تشوربي           |      |         | جبن يصنع من حليب القطاس الأليف، وهو من المطبخ التبتي. يعتمد هذا الجبن على كيفية تصنيعه فقد يكون صلباً أو مطاطي القوام أو ليناً. |

### الفلبين
| الاسم       | صورة | المنطقة | الوصف |
| ----------- | ---- | ------- | --- |
| كيسونغ بوتي |      |         | جبنة طرية بيضاء، تصنع من حليب الكاراباو منزوع الدسم والملح والمنفحة. قوام هذا الجبن طري، وملمسه ناعم وطعمه مالح خفيف. |

### كوريا الجنوبية
| الاسم | صورة | المنطقة | الوصف |
| ----- | ---- | ------- | --- |
| إمسيل |      |         | تقع القرية مصدر جبنة إمسيل بالقرب من بلدة إمسيل (في مقاطعة إمسيل). تقدم هذه القرية برامج للأطفال والسياح مدة البرنامج يوم أو أكثر، يتعلم فيه الزوار كيفية صنع الجبنة. تسمى الجبنة التي تنتج إمسيل على اسم المقاطعة. |

## أوروبا

### النمسا
| الاسم                                     | صورة | المنطقة | الوصف |
| ----------------------------------------- | ---- | ------- | --- |
| باتشينستنير                               |      |         | |
| بيرغكاسي                                  |      |         | مجموعة من الأجبان التي تنتج في جبال الألب |
| برمزين                                    |      |         | التسمية النمساوية لبرندزا |
| غيلوندينير كاسي                           |      |         | |
| جبنة لونبرغ                               |      |         | جبنة تصنع من حليب البقرة في الأودية الجبلية في فورارلبرغ غربيّ النمسا. |
| مونتافونير ساويركاسي                      |      |         | |
| Mondseer                                  |      |         | تصنع من حليب مبستر. موندسير جبنة شبه صلبة شبيهة بجبنة موينستير أو ليمبيرغر. يغطى السطح بماء مالح يدوياً ثم يستغرق النضج من 4 إلى 6 أسابيع. نسبة الدهون فيها 45%. رائحتها حارة قليلاً وطعمها حلو وحامض. قشرتها الطبيعية ذات لون أصفر-برتقالي. |
| ستازر                                     |      |         | |
| ستيريركاسي                                |      |         | |
| جبنة تايرولين الرمادية (Tiroler Graukäse) |      |         | جبنة ذات نكهة قوية، تصنع من حليب الأبقار في منطقة زيليرتال في النمسا. اكتسبت اسمها من العفن الرمادي الذي ينمو عادةً على قشرتها. نسبة الدهون فيها منخفضة للغاية (حوالي 0.5%)، ولها رائحة نفّاذة قوية.                                         |

### بلجيكا
| الاسم           | صورة | المنطقة           | الوصف |
| --------------- | ---- | ----------------- | --- |
| جبنة بروكسل     |      |                   | تصنع من حليب الأبقار. قوامها ناعم وطعمها حادّ وحامض، ذات لذعة قوية ومالحة. |
| جبنة تشيماي     |      |                   | جميع الأصناف ذات العلامات التجارية المختلفة من هذه الجبنة تنتجها شركة تشيماي للبيرة، وبعض أنواعها يغطّس في بيرة تشيماي. |
| جبنة هيرف       |      |                   | جبنة معمّرة تصنع من حليب الأبقار غير المبستر. بالطرق التقليدية، تعتّق في الكهوف الرطبة. |
| لو وافريمونت    |      |                   | ينتج هذا الجبن من حليب البقر، وهو شبه طري، يتراوح لونه من الأصفر إلى العاجي حسب الموسم الذي ينتج فيه. |
| ليمبرغر (جبنة)  |      |                   | نشأت خلال القرن التاسع عشر في دوقية ليمبورغ التاريخية، المنقسمة الآن بين ليمبورغ (بلجيكا) ومقاطعة ليمبورغ (ألمانيا)، وليمبورخ (هولندا). يشتهر هذا الجبن بشكلٍ خاص برائحته النفاذة. تتوفر بشكلٍ تقليدي يتم استهلاكه لتحضير شطيرة ليمبرغر.                                   |
| ماريدسوس (جبنة) |      |                   | جبن يكون على شكل الرغيف، يصنع من حليب البقر. يتم ضغط الجبن قليلاً، ثم تُغسل بمحلول ملحي لتكوين قشرة برتقالية متماسكة، وهي ذات رائحة نفّاذة. |
| جبنة باساندالي  |      | باساندالي، بلجيكا | سميت على اسم باسينديل، القرية المنشأ، وهي إحدى أشهر أنواع الجبن في بلجيكا. تشبه رغيف الخبز، دائرية الشكل ذات قشرة بينة صلبة، لكنها صالحة للأكل مع البقع البيضاء. من الداخل تكون ذهبية اللون، منقطة بثقوبٍ صغيرة، وهي دسمة جداً. قوامها ثابت ورطب، نكهتها خفيفة حلوة قليلاً. |
| ريمودو          |      | هيرف، بلجيكا      | اشتق اسم هذه الجبنة من استخدام الحليب المنزوع بعد حلبه بحوالي 15 دقيقة. فالإسم من لغة والون يعني "إعادة الحلب". تزن هذه الجبنة من 200 إلى 500 غرام. عند غسلها بالملح تصبح ذات مذاق قوي، وعند غسلها بالحليب يبقى طعمها خفيفاً. تباع قطعاً بالعادة.                          |
| جبنة رودوريك    |      | لييج، بلجيكا      | جبنة معتّقة تصنع من حليب الماعز غير المبستر والذي يعتّق في كهوفٍ رطبة. عندما تكون الجبنة حديثة الصُنع، يتكون حلوة من الداخل، كلما قَدِمت تصبح النكهة حارة. |

### البوسنة والهرسك
| الاسم              | صورة | المنطقة                                                                  | الوصف |
| ------------------ | ---- | ------------------------------------------------------------------------ | --- |
| ليفنو (جبنة)       |      | ليفنو (البوسنة والهرسك)، البوسنة والهرسك                                 | يصبح الجبن جاهزاً بعد 60 إلى 66 يوماً في بيئة محكومة. النكهة كاملة والطعم يكون في الأجبان القديمة لاذعاً قليلاً. |
| جبن الصرير الهرسكي |      | تريبينيي، إيفانيكا، سلافوغوستيتشي، جاكو في جنوب الهرسن، والبوسنة والهرسك | ثمة نوع آخر من الجبن الذي يتم تدخيه، يُنتج في ليكا في كرواتيا. |
| ترابستا (جبنة)     |      | بانيا لوكا، البوسنة والهرسك                                              | ترابستا أو ترابست، هي جبن بوسني تقليدي، يُصنع من حليب البقر شبه الصلب |
| فلاشيتش (جبنة)     |      | تراونيك، البوسنة والهرسك                                                 | يُنتج هذا الجبن في منطقة جبل فلاشيتش وسط البوسنة. كان في الأصل يُصنع من حليب الغنم، لكن ثمة أنواع مختلفة تصنع من حليب البقر أو مزيج من الاثنين معاً. وهذا الجبن يكون مملحاً في الغالب، وقليل الدسم، وأبيض اللون، ويمكن أن يكون فيه ثقوب صغيرة متناثرة فيه غير منتظمة، وقد يكون صلباً بدون ثقوب. عندما يُصفّى من المحلول المحلي، يصبح طعمه جافاً ومالحاً جداً. |
| جبن بوسني مدخن     |      | Vareš،أولووه ‏، توزلا، من وسط إلى شمال شرق البوسنة، البوسنة والهرسك       | الجبن البوسني المدخن (ويعرف أيضاً باسم سوهي سير أو ديملجني سير) هو نوع من الجبن المدخن قليل الدسم، شديد الجفاف، منشؤه البوسنة والهرسك. عادة ما ينتج منزلياً، لكن ثمة إنتاج صناعي منه أيضاً. |

### بلغاريا
| الاسم           | صورة | المنطقة                               | الوصف |
| --------------- | ---- | ------------------------------------- | --- |
| جبنة تشيرني فيت |      | تشيرني فيت، بلدية تيتفن، مقاطعة لوفتش | تُصنع من حليب الخراف، سمّيت بهذا الاسم بسبب لون قشرتها الأخضر ومذاقها المميز بسبب تشكّل العفن. يحدث هذا بشكلٍ طبيعي بسبب الظروف الخاصة في المنطقة وطرق الإنتاج. أنتجت هذه الجبنة على مدى قرون، لكن كادت أن تنقرض تقريباً في العقد الأول من القرن الحادي والعشرين، إلى أن أعاد ممثلو سلو فوود اكتشافها ونشرها. |
| قشقوان          |      |                                       | نوع من الجبن الأصفر، يُصنع من حليب الخراف أو حليب البقر أو حليب الماعز. يُنتج في ألبانيا وبلغاريا ومولدافيا ومقدونيا الشمالية وصربيا ورومانيا، وغالباً ما يُستخدم الاسم للإشارة إلى جميع أنواع الجبنة الصفراء (أو حتى أي جبنة غير جبنة سيريني).                                                              |
| سيريني          |      |                                       | نوع من أجبان المحاليل الملحية، يصنع في جنوب شرق أوروبا، وهو شائع بشكلٍ خاص في صربيا وبلغاريا ورومانيا وألبانيا ومقدونيا الشمالية واليونان. وتصنع من حليب الماعز أو حليب الخراف أو حليب البقر أو مزيج منها. قوامها حبيبي نوعاً ما ويتفتت قليلاً، ومحتوى الدهن فيها يتراوح بين 30 و 35%. ينتج بشكل كتل.       |

### كرواتيا
| الاسم         | صورة | المنطقة             | الوصف |
| ------------- | ---- | ------------------- | --- |
| باشكي سير     |      | جزيرة باغ الكرواتية | جبنة صلبة ذات نكهة حليب الخروف المميزة. تعتبر أشهر أنواع الأجبان الكرواتية، وتتوفر في أسواق كرواتيا وتُصدّر إلى الخارج، وتعرف أيضاً باسم جبنة غودسبس. |
| Škripavac     |      |                     | جبن صرير من ليكا |
| Tounjski      |      |                     | جبن مدخّن من تونج الواقعة بالقرب من أوغولين |
| برغيكا (جبنة) |      |                     | جبن مدخّن من فارازدين |
| ديمسي (جبنة)  |      |                     | جبن مدخّن من زغرب. |

### قبرص
| الاسم        | الصورة | المنطقة | الوصف |
| ------------ | ------ | ------- | --- |
| جبنة عكاوي   |        |         | يُصنع عادةً من حليب البقر، لكن يمكن صنعه أيضاً من حليب الأغنام. له قوام ناعم وطعم مالح خفيف. ينتج على نطاقٍ واسع في الشرق الأوسط، لا سيما في دولة فلسطين ولبنان وسوريا وقبرص. |
| أناري (جبنة) |        |         | جبن من مصل اللبن، طازج وخفيف، يُصنع في قبرص. على الرغم من أنها أقل شهرة من أنواع الأجبان القبرصية الأخرى كالحلوم، إلا أنها بدأت تكتسب شعبية بعد الدعاية لها. عادةً ما يكون مصل اللبن المستخدم منتجاً ثانوياً في عملية إنتاج أنواع الجبن الأخرى الأكثر صلابة، كالحلوم أو كيفالوتيري. |
| حلوم         |        |         | جبنة قبرصية شبه صلبة، غير مملحة، تصنع من خليط حليب الماعز وحليب النعاج، وأحياناً من حليب البقر. وهي ذات درجة انصهار عالية، لذا يمكن قليها أو شواءها بسهولة. تعرف بقدرتها على الاحتفاظ بشكلها تحت الحرارة المباشرة.                                                               |
| كيفالوتيري   |        |         | جبنة صفراء صلبة مالحة مصنوعة من حليب الأغنام أو حليب الماعز، منشأه اليونان وقبرص. اعتماداً على مزيج الحليب المستخدم في صنعه، يمكن أن يختلف اللون بين الأصفر والأبيض. |

### جمهورية التشيك
| الاسم             | صورة | المنطقة         | الوصف |
| ----------------- | ---- | --------------- | --- |
| أبرتام (جنبة)     |      |                 | جبنة تقليدية تشيكية مصنوعة من حليب الخراف. تشكّل بهيئة كرة غير منتظمة ذات قشرة طبيعية رقيقة يتراوح لونها من الأصفر إلى البرتقالي. يتم استخدامها كجبنة للمائدة أو للتذويب. |
| Blaťácké zlato    |      |                 | جبنة تقليدية تصنع في المزارع من الحليب. |
| Olomoucké syrečky |      | Loštice، التشيك | جبنة طرية ناضجة يمكن تمييزها بسهولة بفضل رائحتها القوية ولونها المصفرّ. سميت على اسم مدينة أولوموتس وتحتوي على 0.6% من الدهون فقط.                                        |

### الدنمارك
| الاسم               | صورة | المنطقة            | الوصف |
| ------------------- | ---- | ------------------ | --- |
| دانبو (جبنة)        |      |                    | جبنة شبه طرية من حليب البقرة، تصنع منزلياً بطرق تقليدية في الدنمارك. يتراواح عمر الجبنة عادةً بين 12 و 52 أسبوعاً، حيث تشكّل على شكل كتل مستطيلة يتراوح وزنها بين 6 إلى 9 كغم، وتكون مغطاة بمستنبت بكتيري. تغسل البكتيريا في نهاية دورة التعتيق، ثم يغلّف الجبن لبيعه تجزئةً. |
| جبنة دنماركية زرقاء |      |                    | دانابلو هي جبنة قوية ذات عروق زرقاء. عادةً ما تكون جبنة كريمية شبه طرية، تكوّن بشكل أسطواني أو كتل ذات قشرة يتباين لونها بين الأبيض والأصفر. تصنع من حليب البقر كامل الدسم والقشدة المتجانسة، وتتراوح نسبة الدهون فيها بين 25-30% ويتراوح عمر التعتيق بين 8 إلى 18 أسبوعاً. |
| إيسروم              |      |                    | إسروم، أو "جبن بورت سالوت الدانماركي"، هي جبنة بقرية صفراء شاحبة شبه ناعمة قوامها زبدي، ذات مسامات وثقوب صغيرة عديدة، تصنع من حليب البقر. رائحتها نفّاذة ونكهتها حلوة كاملة. |
| فينبو               |      |                    | جبنة دانماركية شبه صلبة. سمّيت على اسم جزيرة فين. لها نكهة الحنطة السوداء، تُعالَج بمزيج من أنواع البكتيريا الوسيطة والحرارة. |
| هافارتي             |      |                    | وتعرف أيضاً باسم "هافارتي الكريمية"، وهي جبنة من حليب البقر، شبه طرية. بعد تخثر الحليب، تضغط الخثارة في قوالب الجبنة ويتم تجفيفها. تحفظ لتتقادم. ملمسها ناعم ذات سطح لامع قليلاً، لها ثقوب صغيرة جداً وغير منتظمة موزعة. جبنة هافارتي ذات رائحة زبدية، ويمكن أن تكون حادّة إلى حدٍ ما في بعض الأصناف القوية كالجبن السويسري. المذاق أيضاً زبدي ويتراوح من الحلو إلى شدبد الحلاوة مع نكهة حمضية قليلاً. |
| ماريبو (جبنة)       |      | لولاند             | جبنة شبه صلبة، تصنع من حليب البقر. داخلها صلب وجاف، قوامها دسم، تحوي العديد من الثقوب الصغيرة غير المنتظمة. لها قشرة برونزية شاحبة، تغطى بالشمع الأصفر. نكهتها منعشة. |
| مولبو (جبنة)        |      | مولز               | جبنة تصنع من حليب البقر، شبه صلبة، تُصنع في منطقة مولز، تشبه جبنة الإدام لى حدٍ كبير. طعمها لاذع مالح قليلاً، تتضمن ثقوباً صغيرة منتظمة. |
| ساغا                |      |                    | مزيج من الجبن الأزرق وجبن بري، كريمية ذات عروق زرقاء وقشرة بيضاء. |
| شامسو (جبنة)        |      | شامسو              | جبنة تصنع من حليب البقر، سميت على اسم جزيرة شامسو. وهي شبيهة بجبنة إيمنتالير، على الرغم من أن نكهتها أكثر اعتدالاً، تكون الجبنة الأحدث إنتاجاً خفيفة الطعم، تصبح لاذعة مع نكهة حلوة وحامضة كلما كانت أقدم. من الداخل، الملمس طري ومرن، لونها أصفر وتجد فيها عدد قليل من الثقوب الكبيرة غير المنتظمة. تعتبر شامسو الجبنة الوطنية للدانمارك.                                                        |
| تايبو               |      |                    | جبن من حليب البقر، يشبه جبن سامسو الخفيف. يكون بشكل رغيب، ذو لون كريمي. أما من الداخل فالقوام يكون قشدياً وقشرته صفراء. النكهة مالح وطريق بطعم اللاكتيك. |
| فسترهافسوست         |      | شمالي غربي يوتلاند | جبن من الحليب البقري، نصف طري، يحفظ مع ماء مالح. نكهتها كراميلية، وهي تضاهي جبنة غودا |

### إنجلترا
هناك 700 نوع من الجبن نشأت في بريطانيا
| الاسم        | صورة | المنطقة                      | الوصف |
| ------------ | ---- | ---------------------------- | --- |
| جبنة بانبوري |      | بانبوري، أكسفوردشير، إنجلترا | كان هذا الجبن في السابق من أرقى صادرات بانبري وأكثرها شهرة على مستوى البلاد، لكن إنتاجه بدأ في التراجع بحلول القرن الثامن عشر، ثم طواه النسيان في نهاية المطاف. ويُعرف هذا الجبن اليوم بشكل أكبر من خلال إهانة وردت في مسرحية وليم شكسبير زوجات وندسور المرحات (1597). Pictured is a 15th/16th-century recipe for Banbury cheese. |
| جبنة تشيدر   |      | شيدر (قرية)                  | يمكن القول إن الجبن الأكثر شهرة في إنجلترا ، وواحد من أكثر الجبن شهرة. |
| جبنة ستلتون  |      | ميلتون موبراي (ليسترشاير)    | ستيلتون هو جبن إنجليزي، يُنتَج بنوعين: جبنة زرقاء يُضاف إليها Penicillium roqueforti لإكسابها رائحة وطعمًا مميّزين، والنوع الأبيض الذي لا يُضاف إليه هذا العنصر. |

### إستونيا
| النوع       | صورة | المنطقة | الوصف                                                                                      |
| ----------- | ---- | ------- | ------------------------------------------------------------------------------------------ |
| أتليت       |      |         | جبن ذو نكهة حامضة قليلاً شبه صلب، يصنع من حليب البقر، تنتجه شركة فاليو.                     |
| إيستي يووست |      |         | شبه صلب. جبن هولندي مصنوع من حليب البقر، من إنتاج شركة Estover.                            |
| كاداكا يوست |      | ساريما  | جبن مدخّن شبه صلب يصنع من حليب البقر، تنتجه شركة "سارما بيماتووستوس". ويتوفر أيضاً مع الثوم. |

### فنلندا
| اسم الجبنة  | صورة | المنطقة                  | الوصف                                                                           |
| ----------- | ---- | ------------------------ | ------------------------------------------------------------------------------- |
| جبنة آورا   |      | آنيكوسكي، فنلندا         | جبنة زرقاء تصنع من حليب البقر، تنتجه شركة فاليو.                                |
| جبنة لابي   |      | إقليم لابي (فنلندا)      | تصنع من حليب البقر منزوع الدسم جزئيًا، مثل جبنة إمنتال باستثناء أنه يكون مبستراً. |
| Leipäjuusto |      | بوهيانما الجنوبية، كاينو | جبن طازج يصنع من لبأ حليب البقر. وأحياناً يصنع من حليب الماعز أو حليب الرنة.     |
| أولترماني   |      |                          | جبن شبه طري يصنع من حليب البقر، شبيه بجنبة هافارتي، تنتجه شركة فاليو.           |
| رييوستو     |      |                          | جبن طازج يصنع من حليب البقر، يشبه الجبن القريش.                                 |